# Cupa Hopman
Cupa Hopman este o competiție internațională de tenis a echipelor naționale mixte. În perioada 1989-2019, s-a desfîșurat anual la Perth, Australia. A fost fondată în 1989 și recordul de titluri (șase) este deținut de Statele Unite. 
Competiția a fost înlocuită în calendar în anul 2020 de Cupa ATP, un eveniment ATP nou creat. Este programat să revină în calendar în 2023, și să se desfîțoare în Franța. Este a doua competiție ca prestigiu după Cupa Davis.